# 松平伊忠
松平 伊忠（まつだいら これただ）は、戦国時代から安土桃山時代にかけての武将。松平好景の長男。深溝松平家3代。三河国額田郡深溝城主（愛知県額田郡幸田町深溝）。

## 略歴
第2代当主・松平好景の長男として誕生。
永禄4年（1561年）に中島城（愛知県岡崎市中島町）を預かるが、同年4月15日、東条城の吉良義昭に攻められた酒井忠尚の守る上野上村城（豊田市上郷町）に援軍として出兵中に、手薄となった中島城を義昭方に襲われ、深溝城より救援に駆け付けた父・好景が善明堤の戦いで討死したため、深溝松平家の3代目を継いだ。
永禄6年（1563年）、武田信玄の軍勢が長沢城に攻めてきたが、小競り合いということもあって伊忠はこれを撃退している。また、同年に起こった三河一向一揆では、一揆方として深溝城近郷の野羽城（六栗城との説も）に籠る大津半右衛門、乙部八兵衛、夏目吉信を攻略、乙部八兵衛を内応させて夏目吉信を生け捕りにした。のちに夏目吉信は伊忠の嘆願により帰参が許された。
その後も永禄8年（1565年）吉田城攻略戦、永禄12年（1569年）の掛川城攻城戦、元亀元年（1570年）の姉川の戦い、元亀3年（1572年）の三方ヶ原の戦いなど主要な合戦へはいずれも参戦、家康初期の功臣として武功には目覚しいものがあった。
天正3年（1575年）5月の長篠の戦いにも参戦し、同月20日の夜、織田信長の命を受けた酒井忠次が率いる別働隊の一翼を担い、夜陰に乗じて鳶ヶ巣山の攻略に向かった。翌21日早朝、敵将・武田信実（信玄の弟）を討ち取るという功績を挙げる。しかし、引き続き行われた残敵追撃戦で前線に出過ぎたため、退却する武田軍の小山田昌行率いる500騎に、後ろから猛反撃を受けて討死した。享年39。

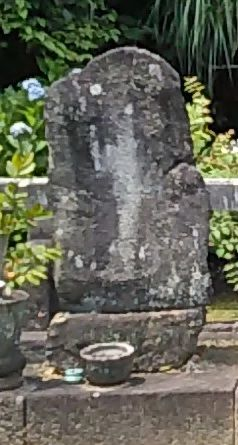
松平伊忠の墓(幸田町本光寺)

墓所は深溝松平家の菩提寺・瑞雲山本光寺。法名は「慈光院殿悟渓源了大居士」。伊忠が討死したとされる地（愛知県新城市有海）には、松平伊忠戦死之地の石碑がある。
長篠の戦いにおける織田・徳川連合軍側で唯一と言える有力武将の戦死した例であった。

## 系譜
- 父：松平好景
- 母：松平清定[1]娘
- 妻：鵜殿長持次女（泰印大姉）
  - 長男：松平家忠
  - 次男：松平忠勝－十郎左衛門
  - 三男：松平伊長－新次郎
  - 四男：松平玄成－十三郎、八郎左衛門
  - 五男：松意[2]
  - 女子：ちいは －松平甚太郎家忠室、後跡部昌勝[3]室
  - 女子：おさち －鵜殿康孝[4]室、のち松平家清後室
  - 女子：萬松院 －戸田尊次室
  - 女子：おいち －松平元勝[5]室